# Leonardo José Rodríguez Ballón
Fray Leonardo José Rodríguez Ballón, OFM (Arequipa, 26 de noviembre de 1909 - Lima, 5 de octubre de 1992) fue un religioso franciscano peruano, que fue arzobispo de Arequipa, entre 1946 y 1980. Anteriormente fue obispo de Huancayo (1945-1946) y obispo auxiliar de Lima (1943-1945).

## Biografía

### Primeros años
Leonardo José Rodríguez Ballón nació en la Quinta Ballón, actualmente el barrio de La Negrita, en la provincia de Arequipa en el Perú. Fue hijo de Juan Mariano Rodríguez y Bernal y María Ballón García. Fue el último de siete hermanos, quedando huérfano antes de cumplir su primer año. Al morir sus padres, fueron sus tíos maternos Pío Francisco Calderón Navarro y Carmen Ballón García quienes se encargaron de él y sus hermanos.

### Formación
Estudió la primaria en el Colegio Sagrados Corazones (1915-1920) y la secundaria en el tradicional Colegio Nacional de la Independencia Americana (1920-1925). Se le recordaba como "un estudiante activo y dedicado al estudio que desde joven demostró su profesión religiosa, intuyéndose la continuidad en sus estudios sacerdotales".

### Sacerdocio
Terminado sus estudios escolares, ingresó al noviciado del Convento de los Descalzos de Lima, donde vistió el hábito de la orden franciscana, el 3 de enero de 1926. Luego realizó estudios de Filosofía y Teología en el Convento de Santa Rosa de Ocopa del departamento de Junín, también de los franciscanos. El 21 de abril de 1935 fue ordenado sacerdote, de manos del vicario apostólico Francisco Irazola. Mientras estudiaba en ese convento, coincidió con el futuro arzobispo de Lima y primado del Perú, Juan Landazuri Ricketts, también arequipeño.
En sus primeros años de sacerdocio se distinguió como misionero, realizando largas giras por los departamentos de Arequipa, Ica, Lima, Junín y Cajamarca.
En Lima, en 1938, en un episodio de vida pastoral como fraile, ofició una misa en el Cementerio General de Lima durante el entierro de su hermano, Alfredo Rodríguez Ballón, célebre aviador que perdió la vida defendiendo la soberanía nacional del Perú durante el conflicto de Leticia de 1932-1933.
En 1941 fue nombrado profesor del Colegio Seráfico del Callao; en 1943 pasó a ser director y superior de dicho colegio y convento del Callao.

## Episcopado
El 30 de diciembre de 1943, la Santa Sede lo nombró obispo auxiliar de Lima y obispo titular de Isinda. Recibió la consagración episcopal el 6 de febrero de 1944 en la catedral de Lima, de manos del arzobispo Pedro Pascual Farfán.
Cuando el 17 de septiembre de 1945 falleció el arzobispo de Lima, Rodríguez Ballón asumió el gobierno de la arquidiócesis como vicario capitular; interinamente, asumió también las funciones de vicario general castrense. Preparó el recibimiento de monseñor Juan Gualberto Guevara como nuevo arzobispo y primado del Perú, el mismo que poco después se convertiría en el primer cardenal del Perú.

### Arzobispo de Huancayo
En 1944, el papa Pío XII, por bula papal, autorizó la creación de la diócesis de Huancayo; y el 6 de julio de 1945, Rodríguez Ballón fue nombrado como su primer obispo. En lo que fue un corto período de episcopado, se dedicó a organizar la diócesis en la estructuración canónica del clero, la delimitación territorial, la curia, la catedral, el seminario, etc. Convocó a los sacerdotes de la diócesis de Huánuco, que ya desde hacía mucho tiempo desempeñaban su ministerio sacerdotal en Huancayo, así como a otros sacerdotes de buena voluntad.

### Arzobispo de Arequipa
El 13 de junio de 1946 fue preconizado por el papa Pío XII como arzobispo de Arequipa, cargo que ocuparía durante treinta y cuatro años (1946-1980). Fue el segundo arzobispo de Arequipa, sucediendo a monseñor Mariano Holguín.
En 1950, en una conmemoración en la Ciudad del Vaticano conversó con Josemaría Escrivá de Balaguer, fundador del Opus Dei, por cuya labor sintió profunda admiración y respeto, y le expresó su propósito de traer la Obra hacia Arequipa. Dicha prelatura llegó a Lima en 1953 pero tardó en llegar a la ciudad de Arequipa hasta 1980, cinco años después de la muerte de Josemaría Escrivá.

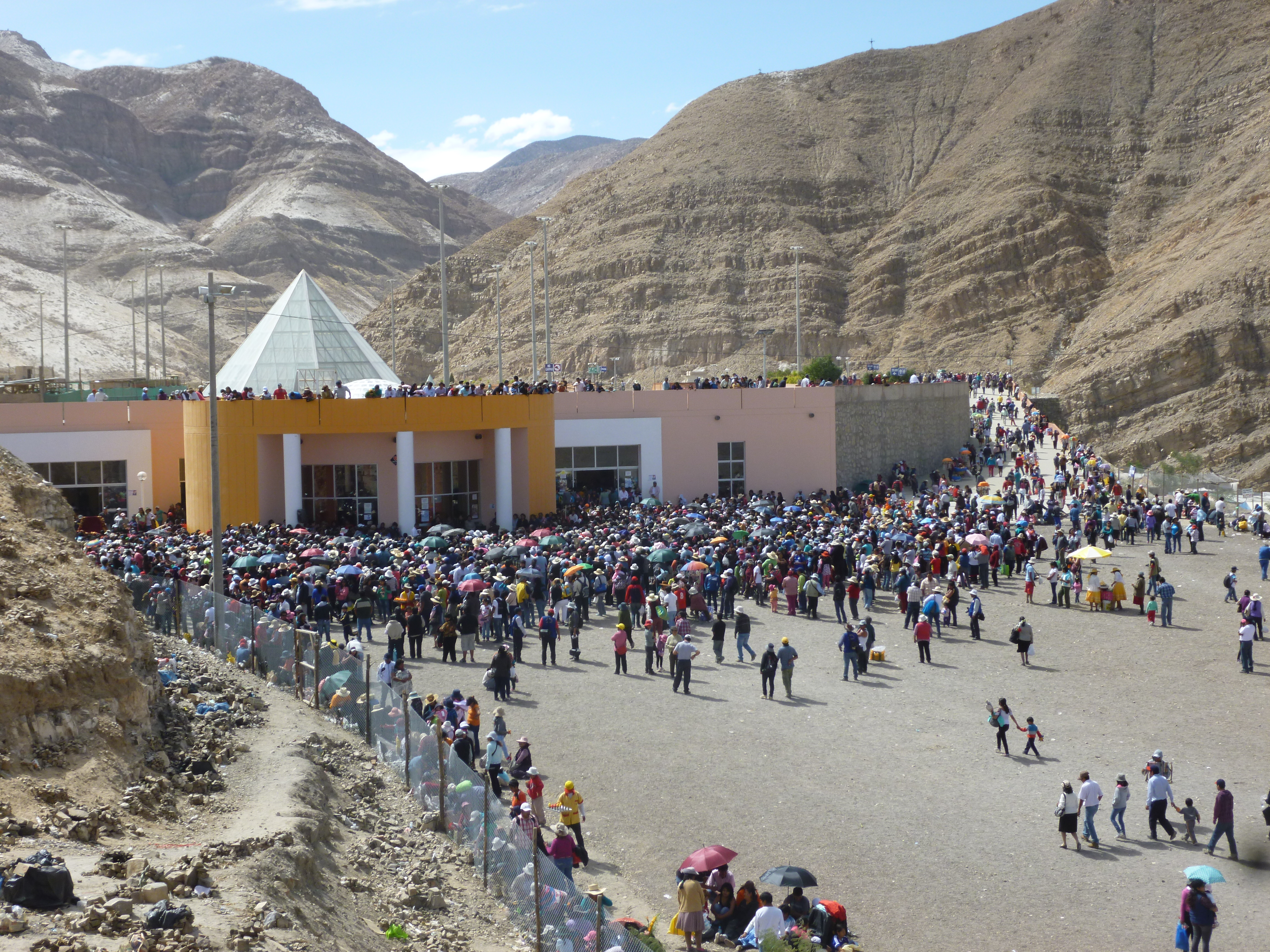
Vista del nuevo templo de la Virgen de Chapi.

En 1952, junto con su entorno eclesiástico, advirtió las necesidades de los peregrinos devotos de la Virgen de Chapi, patrona de la ciudad, y elevó el santuario de Polobaya a capellanía de Chapi. Esta provisión facultó la realización de misas durante la semana y misas en las fiestas patronales, difundiendo así el culto a dicha advocación mariana. El arzobispo nombró al canónigo José Francisco Peña de la orden franciscana como su primer capellán. Las ofrendas de los fieles fue el principal recurso con que se contó y gracias a ello se desarrolló el templo de Chapi. Posteriormente, en 1986, sería declarado Santuario Arquidiocesano.
En 1958 un terremoto de magnitud VII Mercalli dejó a la ciudad de Arequipa en ruinas. El arzobispo y las autoridades municipales dirigieron todos sus esfuerzos hacia la creación de la “Junta de Rehabilitación de Arequipa” dependiente del gobierno nacional, logrando la promulgación de la ley respectiva por el presidente Manuel Prado Ugarteche. Rodríguez Ballón tuvo la larga y difícil labor de reconstruir la catedral, las iglesias de la Compañía, Santo Domingo, San Agustín, La Merced, Santa Marta, los conventos de Santa Catalina, Santa Teresa, Santa Rosa, parroquias, seminarios, colegios y otros. Trajo el mensaje de aliento y esperanza a la población y autoridades, invitándoles a trabajar como siervos del Señor. Su tesón en esos momentos de aflicción ha sido reconocido.
Al ser las poblaciones con menos recursos las más afectadas por la catástrofe, Rodríguez Ballón decretó conducir la obra misionera solidaria hacia ellos. Con la ayuda del padre Carlos Spallarossa Pozzo fundó el Círculo Católico de Arequipa, Circa (1959), una institución que nació y trabajó con el objetivo de ocuparse de aquellos afectados promoviendo la ayuda y la acción social de los círculos católicos. La labor de padre Pozzo (fallecido en 2008) fue fundamental, siendo nombrado “Vicario de los Pueblos Jóvenes” en gratificación a su labor pastoral y entrega por los más necesitados. Actualmente el Circa es una Institución Educativa Católica con más de treinta colegios y su objetivo es “Educar para conocer a Cristo”.
En 1959, continuando la obra de su antecesor de reubicar el Seminario arquidiocesano San Jerónimo, proyectó y creó con la ayuda de los fieles benefactores las modernas instalaciones del seminario en la zona de Umacollo.
En 1960, convencido del compromiso de la Iglesia Católica con la educación, apoyó al padre William Morris Cristhy en promover la creación de una casa de estudios superiores, fundando el 6 de diciembre de 1961 la Universidad Católica de Santa María de Arequipa (UCSM).  Esta resultó ser la primera universidad privada fuera de la capital del Perú y la tercera de todo el país. En homenaje a sus impulsores, el padre Morris fue enterrado en el campus, y el auditorio de la universidad lleva el nombre del arzobispo.
En 1966, en la ciudad de Mollendo, inspiró la obra del Convento de las Carmelitas Descalzas de la Orden de San José, sobre el mismo peñón de su residencia, el Castillo Montserrat, pero el frío y humedad del invierno obligaron a clausurarlo unos años más tarde. La orden vendió el convento y las hermanas fueron trasladadas.

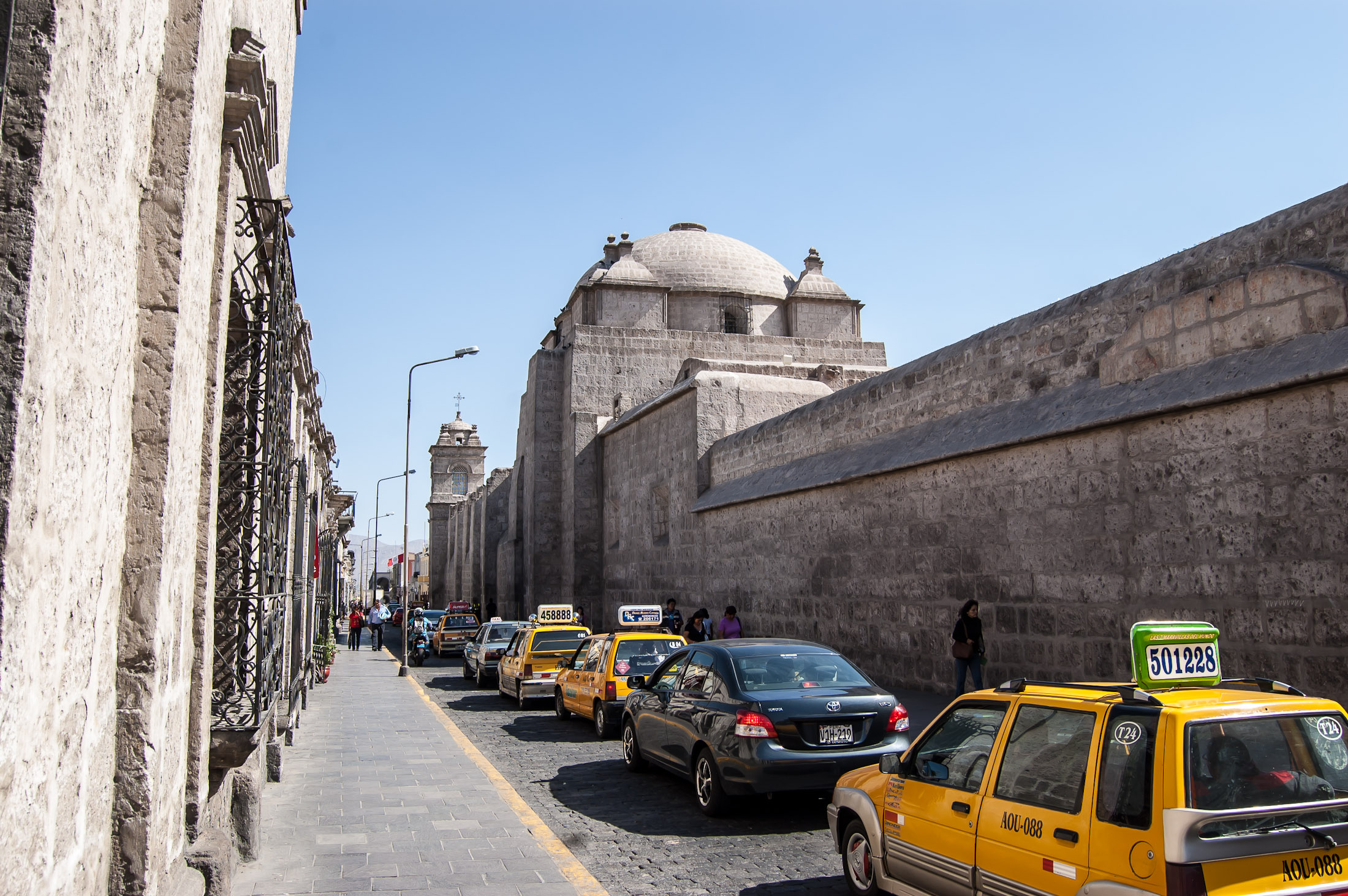
Muro exterior del convento de Santa Catalina

En 1970, con una visión progresista, Rodríguez Ballón admitió la apertura del convento de Santa Catalina de Siena a la actividad turística. La priora Sor María del Mar Zea y el arzobispo estudiaron y encontraron en el turismo una forma de extender el trabajo del monasterio, impulsando el conocimiento, la veneración y el fervor de los visitantes hacia la beata Sor Ana de los Ángeles Monteagudo, así como una forma acorde a los tiempos de hacer sostenible el complejo religioso.
Como obispo, asistió a todas las sesiones del Concilio Vaticano II. Recibió diversas distinciones y condecoraciones, tanto del gobierno del Perú como de otros países.
En 1980, siendo papa Juan Pablo II, renunció. Tenía entonces 71 años y había servido a la Iglesia durante 58 de ellos. Le sucedió en el cargo monseñor Fernando Vargas Ruiz de Somocurcio, que anteriormente fuera arzobispo de Piura.

## Fallecimiento
Se trasladó a Lima y desde allí siguió colaborando con la obra de la Iglesia Católica en el Perú. Vivió en la capital hasta su fallecimiento el 5 de octubre de 1992, en su domicilio, a los 83 años de edad.
Con un hondo pesar por su pérdida, miles de fieles y seguidores se acercaron hasta la catedral de Arequipa. Durante las exequias, el sentir de los asistentes, autoridades, religiosos y público en general hizo evidente un gran aprecio y cariño hacia él.
Fue sepultado en la Capilla del Señor de Gran Poder de la Catedral de Arequipa, el 8 de octubre de 1992, tal como fue su deseo. Una lápida de mármol recuerda su ministerio episcopal.